# Фряново
Фряново (на руски: Фряново) е селище от градски тип в Шчолковски район, Московска област, Русия. Населението му през 2017 година е 11 310 души.

## География

### Разположение
Фряново е разположено на брега на река Ширенка. Намира се на 39 километра на Шчолково.

### Климат
Климатът във Фряново е умереноконтинентален (Dfb по Кьопен) с горещо и сравнително влажно лято и дълга студена зима.
- Църква „Рождество на свети Йоан Предтеча“
- Есен във Фряново

## История
Селището е основано през 1584 г.

## Население
| 1852   | 1859   | 1869   | 1926   | 1939   | 1959   | 1970   |
| ------ | ------ | ------ | ------ | ------ | ------ | ------ |
| 1619   | 1514   | 1208   | 2582   | 4580   | 6345   | 8997   |
| 1979   | 1989   | 2002   | 2006   | 2009   | 2010   | 2012   |
| 12 920 | 13 199 | 11 180 | 11 400 | 11 072 | 11 243 | 11 193 |
| 2013   | 2014   | 2015   | 2016   | 2017   |        |        |
| 11 083 | 11 171 | 11 182 | 11 254 | 11 310 |        |        |